# The Enchanted Drawing
Pour plus de détails, voir Fiche technique et Distribution.
The Enchanted Drawing est un film muet américain en noir et blanc, réalisé par James Stuart Blackton, sorti en 1900.

## Fiche technique
- Titre : The Enchanted Drawing
- Réalisation : James Stuart Blackton
- Photographie : Albert E. Smith
- Producteurs : James Stuart Blackton, Albert E. Smith
- Société de production : Vitagraph Company of America
- Distribution : Edison Manufacturing Company
- Genre : Comédie
- Durée : 2 minutes
- Dates de sortie ;
  -  États-Unis : 16 novembre 1900

## Distribution
- Charles Manley : Uncle Josh